# Авдорханов Ахмад Зелімханович
Ахмад Зелімханович Авдорханов (5 серпня 1971 — 12 вересня 2005) — чеченський воєначальник, бригадний генерал ЗС ЧРІ . З 1994 року воював у складі президентської гвардії Джохара Дудаєва , начальник охорони Масхадова (з 1997 року) , командир Президентської гвардії (з лютого 2000 року) та командувач Гудермеського сектору Східного фронту ЗС ЧРІ (2003 — 5 травня 2005) , командувач Східним фронтом ЗС ЧРІ (5 травня — 12 вересня 2005) . Найближчий соратник Аслана Масхадова . 

## Біографія
Народився 5 серпня 1971 року в селі Аллерой Чечено-Інгушської АРСР .
У 1977 році вступив до підготовчого класу місцевої школи .
У 1989 році закінчив Сірноводський сільськогосподарський технікум за спеціальністю «агроном» .
У 1989 — 1991 pоках проходив термінову службу у лавах ЗС СРСР, служив у ракетних військах, розквартованих біля м. Тарту (Естонська РСР). Звільнений у запас у званні старшого сержанта .

#### Чеченська революція 1991 року
8 червня 1991 на II сесії ЗКЧН генерал авіації ВПС СРСР Джохар Дудаєв проголосив Чеченську Республіку (Нохчійчо) , таким чином, в республіці склалося двовладдя. 
27 жовтня 1991 року в республіці пройшли вибори президента Чеченської Республіки Ічкерія та парламенту, Президентом республіки було обрано Джохара Дудаєва. Авдорханов був активним учасником революційних подій осені 1991 року у Грозному .
Закон про оборону Чеченської Республіки від 24 грудня 1991 року запровадив обов'язкову військову службу для всіх громадян Чечні чоловічої статі; при цьому на дійсну службу закликалися юнаки 19-26 років. 20-річний Ахмад Авдорханов служив у Президентській гвардії Д. Дудаєва .
З літа 1994 року у Чечні розгорнулися бойові дії між вірними Дудаєву військами і силами Тимчасової ради Чеченської Республіки, підтримуваними Росією .

### Перша російсько-чеченська війна
З перших днів початку Першої російсько-чеченської війни (з 26 листопада 1994 року, коли сили Тимчасової ради Чеченської Республіки за підтримки російських гелікоптерів і бронетехніки атакували Грозний) воював у складі Президентської гвардії Джохара Дудаєва .
З 1995 перебував в особистій охороні начальника Головного штабу ЗС ЧРІ Аслана Масхадова, а в 1996 очолив цю службу безпеки Президента.

### Міжвоєнний період
21 квітня 1996 року Джохара Дудаєва було вбито, а 31 серпня 1996 року представниками Росії та Ічкерії у місті Хасав'юрті були підписані угоди про перемир'я. Російські війська повністю виводилися з Чечні, а рішення про статус республіки було відкладено до 31 грудня 2001 .
У січні 1997 року, коли Аслана Масхадова було обрано Президентом ЧРІ, став начальником Президентської охорони.
У 1997 року разом з Президентом ЧРІ Асланом Масхадовим здійснив хадж у Мекку.
Супроводжував у всіх його закордонних поїздках: до Азербайджану, Великобританії, Грузії, Малайзії, Росії, США, Туреччини тощо .

### Друга російсько-чеченська війна
Після введення російських військ до Чечні у вересні 1999 року Масхадов очолив збройний опір і обійняв посаду керівника Державного комітету оборони ЧРІ. Авдорханов був активним учасником Другої російсько-чеченської війни .
З лютого 2000 року Авдорханов був командиром Президентської гвардії (замість Ільяса Талхадова, убитого в ущелині річки Ваштар). Авдорханов перебував разом з Масхадовим переважно у гірській частині Чечні  .
У 2003 році наказом Верховного Головнокомандувача ЗС ЧРІ Аслана Масхадова був призначений командувачем Гудермеського сектору Східного Фронту ЗС ЧРІ .
У вересні—жовтні 2004 року спецпідрозділи МВС Чеченської Республіки проводили операцію проти загону польового командира Ахмеда Авдорханова, яку очолив Рамзан Кадиров .
5 травня 2005 року указом Президента ЧРІ Абдул-Халіма Садулаєва було призначено командувачем Східного Фронту ЗС ЧРІ (до нього цю посаду обіймали аміри Нураддін та Абу аль-Валід).
Був кавалером вищого ордену «Честь нації» та ряду інших урядових нагород ЧРІ . Мав військове звання бригадного генерала ЗС ЧРІ .
Авдорханов був одним із найвпливовіших командирів Другої російсько-чеченської війни, відрізнявся особливою сміливістю, категорично виступав проти ваххабітів (але в результаті: виду обставин, що склалися, наближався з ваххабітами) .
Був отруєний та помер 12 вересня 2005 року. Після повідомлень про його смерть, і соратники та вороги відгукувалися про нього з великою повагою.

## Сім'я
Був одружений, має дочку .
Його молодший брат — Заурбек (амір Заурбек), польовий командир в Імараті Кавказ загинув у 2012 році .